# Hemingstone
Hemingstone är en by och en civil parish i Mid Suffolk i Storbritannien. Den ligger i grevskapet Suffolk och riksdelen England, i den sydöstra delen av landet, 110 km nordost om huvudstaden London. Orten har 207 invånare (2001). Den har en kyrka.
Kustklimat råder i trakten. Årsmedeltemperaturen i trakten är 9 °C. Den varmaste månaden är juli, då medeltemperaturen är 18 °C, och den kallaste är februari, med 2 °C.